# Kenijskie Siły Powietrzne
Kenia dysponuje jedną z najnowocześniejszych armii afrykańskich. Obecnie noszą nazwę Kenijskie Siły Powietrzne 82 i podlegają bezpośrednio armii. Nazwa ta nawiązuje do rozwiązania ich w 1982 roku na skutek nieudanej próby obalenia rządu. Zostały założone 1 czerwca 1964.
Kenijski sprzęt lotniczy pochodzi z krajów zachodnich. Lotnictwo Kenii operuje z bazy Nanyuki. Stacjonuje tam eskadra samolotów Northrop F-5E/F Tiger II wyposażonych w pociski Sidewinder i Maverick. W latach 90. głównym samolotem bojowym był samolot szturmowy BAC Strikemaster w wersji eksportowej Mk.87. Obecnie na wyposażeniu Kenii znajduje się kilka samolotów brytyjskiej produkcji m.in.: Short Tucano i BAe Hawk. Do zadań transportowych kenijskie wojsko używa samolotów produkcji kanadyjskiej typu DHC-5 Buffalo i de Havilland Canada Dash 8. Flotę śmigłowców stanowią: McDonnel Douglas 500, z których 15 to wersja 500MD Defender której zadaniem jest zwalczanie czołgów oraz 15 sztuk w wersji 500M Scout, która jest wyposażona w dodatkowe karabiny maszynowe. Lotnictwo wojskowe Kenii wzbogaciło się 21 kwietnia 2021r. o samolot transportowy PZL M28 Skytruck przekazany przez USA. Ponadto w skład floty transportowej wchodzą trzy dostarczone w 2020 r. Leonardo C-27J Spartan, pasażerskie DHC-8, kilka DHC-5D Buffalo oraz samoloty Cessn Caravan.